# Jonathan Ring
Jonathan Ring, né le 5 décembre 1991 à Örebro en Suède, est un footballeur suédois qui évolue au poste d'ailier gauche.

## Biographie

### IFK Värnamo
Natif d'Örebro en Suède, Jonathan Ring est formé par le club de sa ville natale, l'Örebro SK, mais c'est avec l'IFK Värnamo qu'il débute en professionnel, rejoignant le club en 2010. Il joue son premier match en professionnel le 11 avril 2011, contre le Landskrona BoIS, lors d'une rencontre de Superettan (1-1).
Ring inscrit son premier but en professionnel le 1 mai 2011, lors d'un match de championnat contre l'IF Brommapojkarna. Il est titularisé et participe à la victoire de son équipe par deux buts à un.

### Kalmar FF
En janvier 2013, Jonathan Ring rejoint le Kalmar FF.
Il inscrit avec Kalmar son premier doublé en Allsvenskan (D1) le 21 septembre 2016, lors de la réception du Falkenbergs FF (victoire 3-0). Cette saison là, il inscrit cinq buts en championnat. 

### Gençlerbirliği puis retour à Kalmar
Jonathan Ring rejoint la Turquie et le club de Gençlerbirliği en janvier 2017, le transfert est annoncé le 26 décembre 2016. Avec le club basé à Ankara, Ring ne joue que huit matchs. Il effectue son retour au Kalmar FF dès le mois de juillet 2017.
Lors de la deuxième partie de saison 2017, il inscrit avec Kalmar un second doublé en Allsvenskan, à l'occasion de la venue de l'Östersunds FK.

### Djurgårdens IF
Le 18 décembre 2017, Jonathan Ring s'engage avec le Djurgårdens IF, pour un contrat de trois ans.
En 2018, il gagne avec Djurgårdens la Coupe de Suède. Lors de la finale disputée face au Malmö FF, il se met en évidence en inscrivant un but, permettant à son équipe de l'emporter sur le score de 3 à 0.
Lors de la saison 2019, il se met en évidence en inscrivant deux doublés en Allsvenskan, lors de la réception de l'Östersunds FK, puis lors d'un déplacement sur la pelouse du GIF Sundsvall. Jonathan Ring inscrit un total de sept buts en championnat cette saison là, ce qui constitue sa meilleure performance. Son équipe remporte le titre de champion à l'issue de la saison.

### Retour au Kalmar FF
Libre de tout contrat, Jonathan Ring fait son retour au Kalmar FF 19 février 2021.

### Jeju United
Le 25 janvier 2022, Jonathan Ring rejoint la Corée du Sud et le club de Jeju United. Il joue son premier match pour le club le 20 février 2022 à l'occasion de la première journée de la saison 2022 de K League 1, face au FC Pohang Steelers. Il entre en jeu et son équipe s'incline par trois buts à zéro.

## Famille
Il est le grand frère du footballeur Sebastian Ring, qui évolue au poste de latéral gauche à l'Amiens SC.

## Palmarès
- Djurgårdens IF
  - Champion de Suède en 2019
  - Vainqueur de la Coupe de Suède en 2018